# Questing

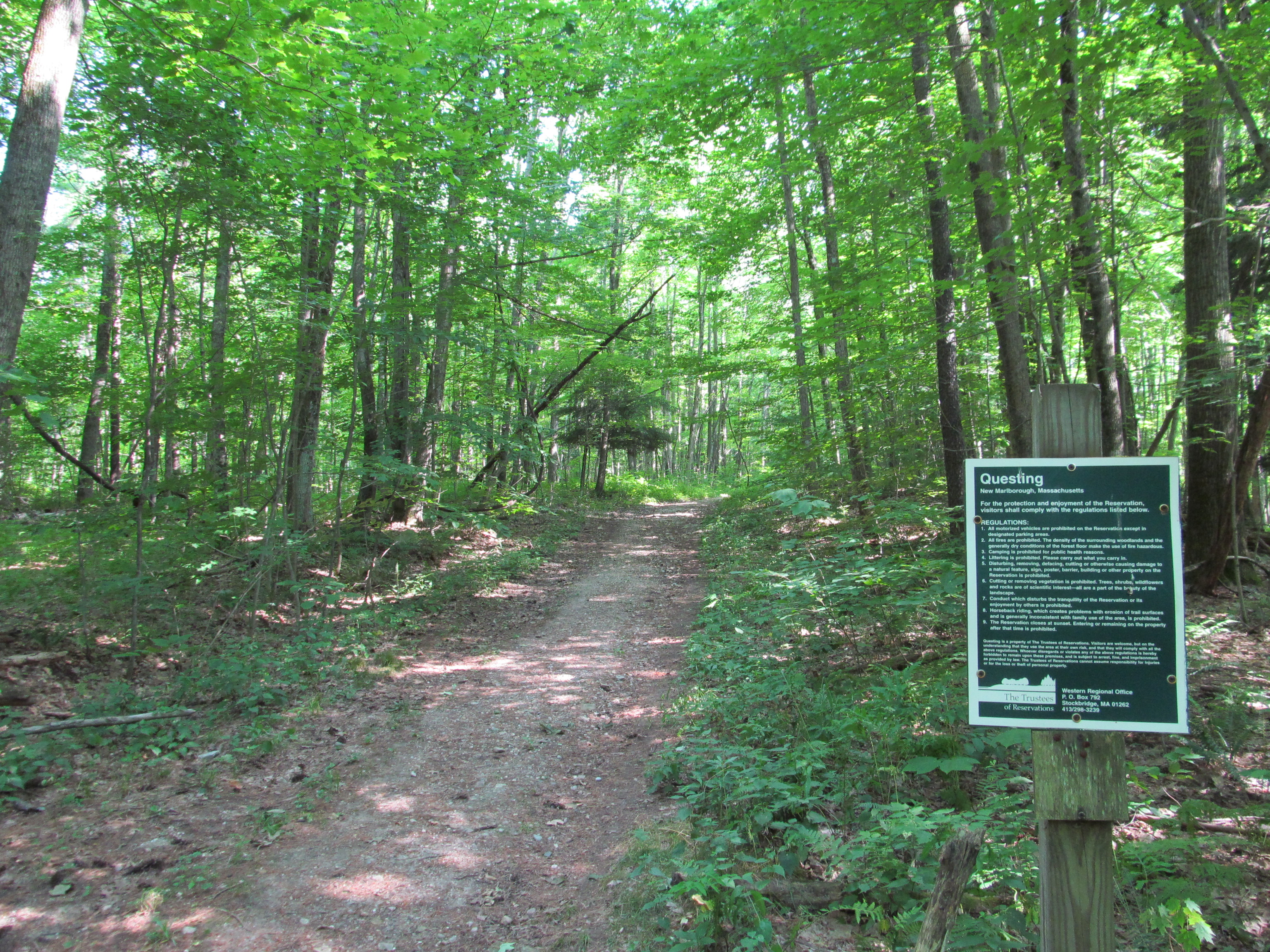
Questing na żywo

Questing to rodzaj gry polegającej na odkrywaniu dziedzictwa miejsca i tworzeniu nieoznakowanych szlaków, którymi można wędrować kierując się informacjami zawartymi w wierszowanych wskazówkach.
W wielu elementach gra ta przypomina podchody i harcerskie gry patrolowe oraz gry miejskie. Od gier miejskich questy odróżnia bezobsługowość, a od podchodów dodatkowo też to, iż są one ściśle związane z konkretnymi miejscami i mają funkcje edukacyjne.
Zapoczątkowany w USA, questing jest w swych zasadach podobny do letterboxingu, gdzie tropy prowadzą do zapieczętowanych skrzyń, a ich odnajdywanie przypomina poszukiwanie skarbów.

## Zasady i cele
Celem questingu jest rozwijanie poczucia tożsamości z danym regionem, szukanie wyjątkowości w ciekawych i zupełnie zwyczajnych miejscach, upowszechnianie wyjątkowych miejsc wyróżniających się krajobrazem, przyrodą, czy dziedzictwem kulturowym. Poza elementami edukacyjnymi, questing może pełnić również funkcje czysto rozrywkowe. To jednocześnie ciekawa metoda promocji regionów lub obiektów w myśl zasady: „nauka przez zabawę”.
Cechami, które ułatwiają propagowanie tej gry są: 
- łatwość narracji
- „bezobsługowość” (zasada „oprowadź się sam”)
- brak konieczności posiadania specyficznej infrastruktury.

## Historia rozwoju questingu
Questing znany w obecnej formie upowszechniła amerykańska organizacja non-profit, Vital Communities z White River Junction w stanie Vermont, która 15 lat temu przygotowała program Valley Quest. Stworzony przez uczniów, skautów, stowarzyszenia historyczne i innych wolontariuszy, obecnie składa się z ponad 200 zadań w obszarze Vermont i New Hampshire.
W Wielkiej Brytanii, questing jest komercyjną grą, rozgrywaną przy użyciu telefonów komórkowych. W Polsce questy zostały wprowadzone w 2006 roku w ramach akcji promującej markę lokalną Baby Pruskie – dwie edycje gry o nazwie Róg Obfitości powstały w 2006 i 2007 roku obejmując swoim zasięgiem Warmię i Mazury. W 2008 roku stowarzyszenie Baby Pruskie stworzyło wersję internetowa tejże gry. Od 2010 roku questig rozszerza się na całą Polskę m.in. na terenie województwa świętokrzyskiego, gdzie realizowany jest projekt : „Bałtów – polską stolicą questingu"

## Projekt „Bałtów – polska stolica questingu”
Projekt powstał z inicjatywy Stowarzyszenia na Rzecz Rozwoju Gminy Bałtów „BAŁT” i współfinansowany jest ze środków otrzymanych od Ministerstwa Pracy i Polityki Społecznej w ramach Programu Operacyjnego Fundusz Inicjatyw Obywatelskich 2010. Działania mające na celu odkrywanie na nowo najbliższej okolicy, szukania legend, tajemnic, opowieści, widoków i historii pozwoliło na wspólne szukanie dziedzictwa i tradycji nie tylko w celach zabawy ale też jako pomysł na promocję i aktywizacja mieszkańców. W trakcie roku 2011 w Bałtowie powstało 10 questów przygotowywanych przez mieszkańców (właścicieli gospodarstw agroturystycznych) przy aktywnym wsparciu młodzieży zrzeszonej w Klubie „Junior Bałt”. Każdy quest opisuje jedną z 10 ścieżek edukacyjnych.

## „Gościniec 4 Żywiołów Questy”
W aplikacji znajdują się cztery questy - wyprawy w czterech 
miejscowościach: Stroniu w gm. Stryszów (ziemia), Mucharzu (woda), Lanckoronie (powietrze) oraz Kalwarii Zebrzydowskiej (drewno). Przemierzanie tras w każdym queście to wędrówka nieoznakowanymi trasami, po których prowadzą wierszowane wskazówki – zagadki. Kolejne etapy wycieczki wiążą się z rozwiązaniem łamigłówki – wtedy to aplikacja wyświetla wskazówki dotarcia do kolejnego celu. Każdy quest prowadzi do miejsca ukrycia skarbu – cyfrowego kodu, którego zdobycie potwierdza przejście całej trasy. Aplikacja wykorzystuje system GPS oraz mapy, przeznaczona jest na urządzenia z systemem Android, działa także w trybie offline.